# Kur zelený
Kur zelený (Gallus varius) je zástupce čeledi bažantovití, jeden ze 4 druhů rodu Gallus, do kterého patří i kur domácí. Je endemit Indonésie, kde je poměrně běžný.

## Systematika
Kladogram zachycující vztahy v rámci rodu Gallus

|  | \| \| kur Sonneratův – Gallus sonneratii \| \| \| \| \| \| kur srílanský – Gallus lafayettii \| \| \| \| |
|  | |
|  | kur bankivský – Gallus gallus                                                                            |
|  | |
|  | kur Sonneratův – Gallus sonneratii                                                                       |
|  | |
|  | kur srílanský – Gallus lafayettii                                                                        |
|  | |

|  | kur Sonneratův – Gallus sonneratii |
|  |                                    |
|  | kur srílanský – Gallus lafayettii  |
|  |                                    |

|  | \| \| kur Sonneratův – Gallus sonneratii \| \| \| \| \| \| kur srílanský – Gallus lafayettii \| \| \| \| |
|  | |
|  | kur bankivský – Gallus gallus                                                                            |
|  | |
|  | kur Sonneratův – Gallus sonneratii                                                                       |
|  | |
|  | kur srílanský – Gallus lafayettii                                                                        |
|  | |

|  | kur Sonneratův – Gallus sonneratii |
|  |                                    |
|  | kur srílanský – Gallus lafayettii  |
|  |                                    |

Druh popsal anglický přírodovědec George Shaw v roce 1798 jako Phasianus varius. Jedná se o monotypický taxon, tzn. netvoří žádné poddruhy. Rodové jméno gallus pochází z latiny a znamená „kur“; druhové jméno varius znamená latinsky „rozmanitý“, „různý“, „pestrý“ nebo „strakatý“.
Kur zelený je jeden ze 4 zástupců rodu Gallus, česky kur (český název kur se nicméně používá pro více rodů). Podle genetických studií se kur zelený z této linie vydělil jako první. Následoval nejbližší příbuzný kura zeleného kur bankivský (Gallus gallus), jehož domestikovaná forma je kur domácí (Gallus gallus f. domestica). Sesterskou skupinou ke kurovi bankivskému je pak klad tvořený kurem Sonneratovým (Gallus sonneratii) a kurem srílanským (Gallus lafayettii). I přes to, že kur domácí je primárně domestikovanou formou kura bankivského, ostatní kurové z rodu Gallus včetně kura zeleného také přispěli do genetického fondu kura domácího. V Indonésii se nachází poměrně velké množství hybridů kohoutů kurů zelených a slípek kura domácího. První generace těchto hybridů se nazývá bekisar. Tito hybridi v minulosti zmátli evropské ornitology, kteří je nejednou popsali jako nové druhy.

Vybraná dobová vyobrazení
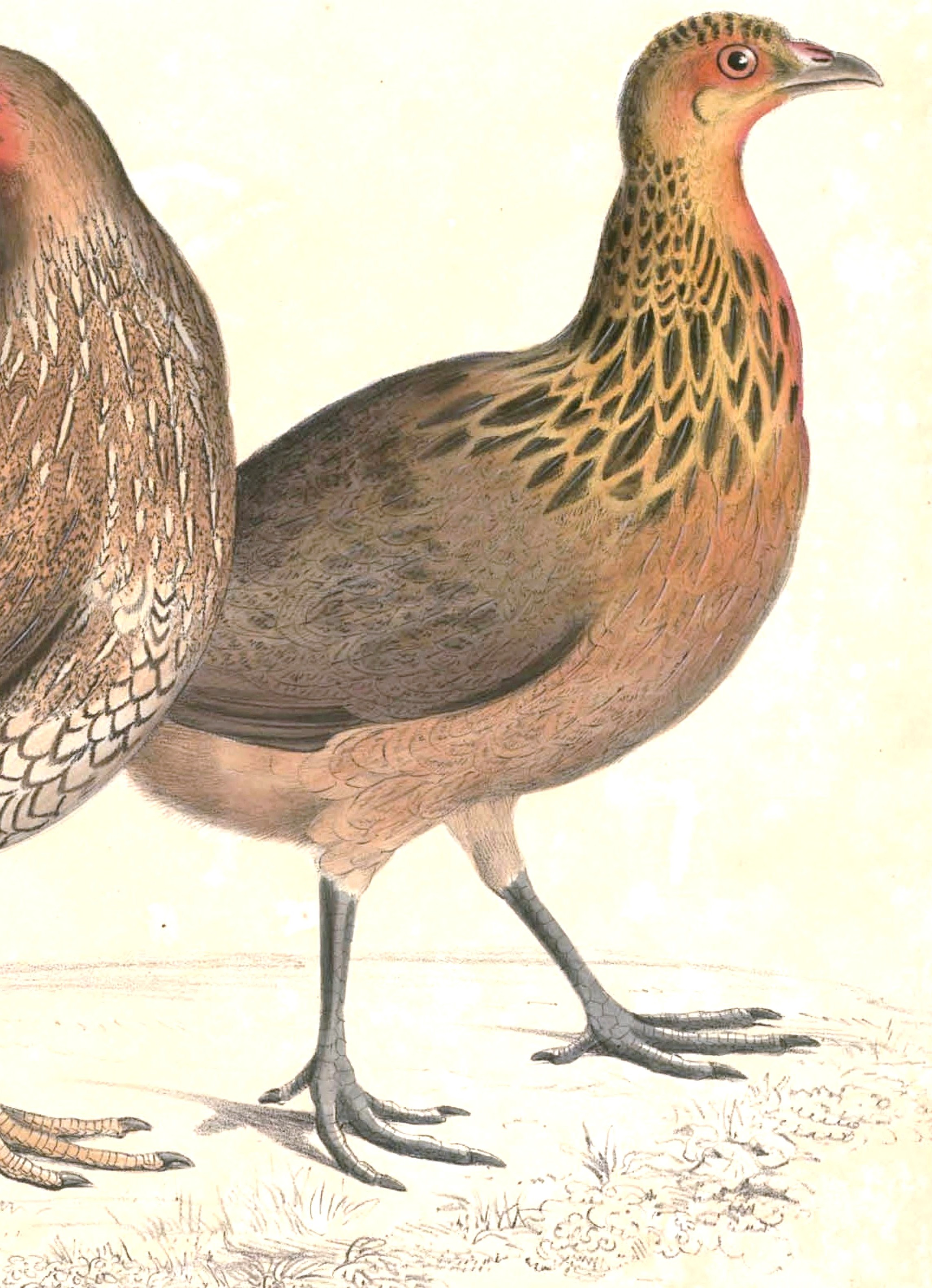
Slípka (Thomas Hardwicke, 1830–1832)
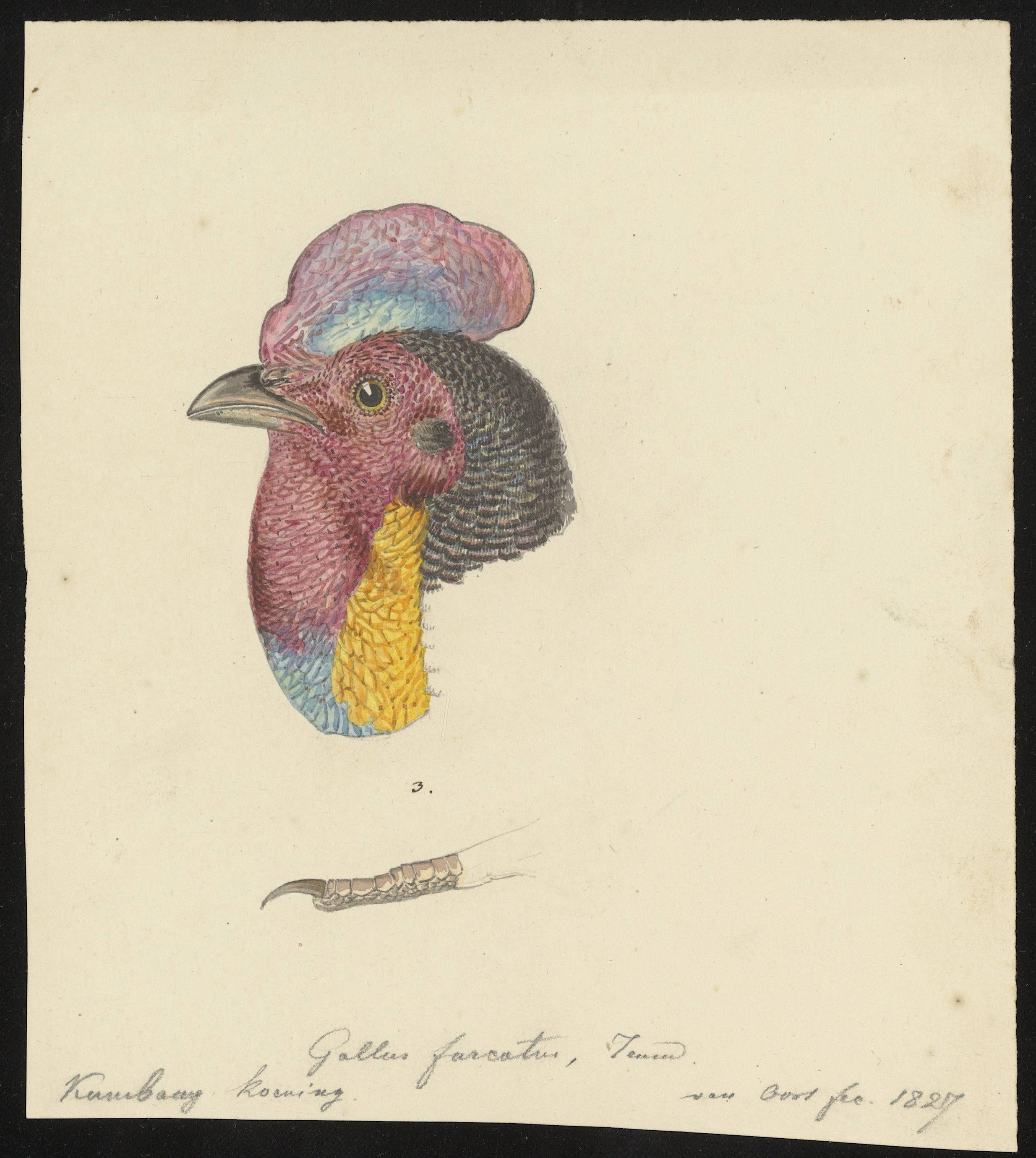
Detail hlavy a drápu (1827)
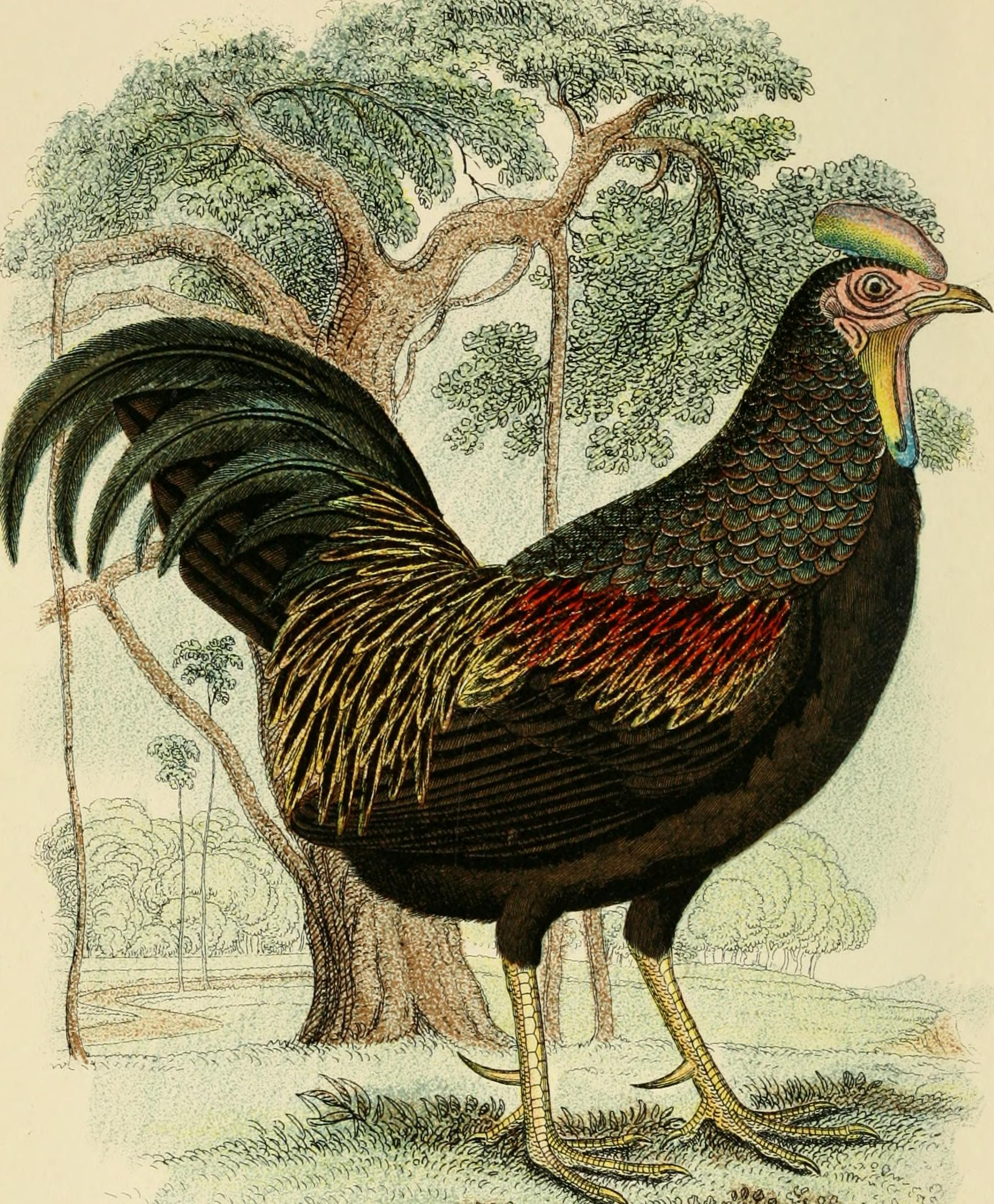
Kohout (1895)

## Rozšíření a populace
Kur zelený je endemický k Indonésii, konkrétně se vyskytuje na ostrovech Jáva, Madura, Bawean, Bali, Kangeanské ostrovy, Malé Sundy, Lombok, Sumbawa, Komodo, Rinca, Flores, Besar, Paloe, Alor a Sumba. Celková populace není známa, druh je ve vhodných biotopech popisován jako místně běžný.

## Popis

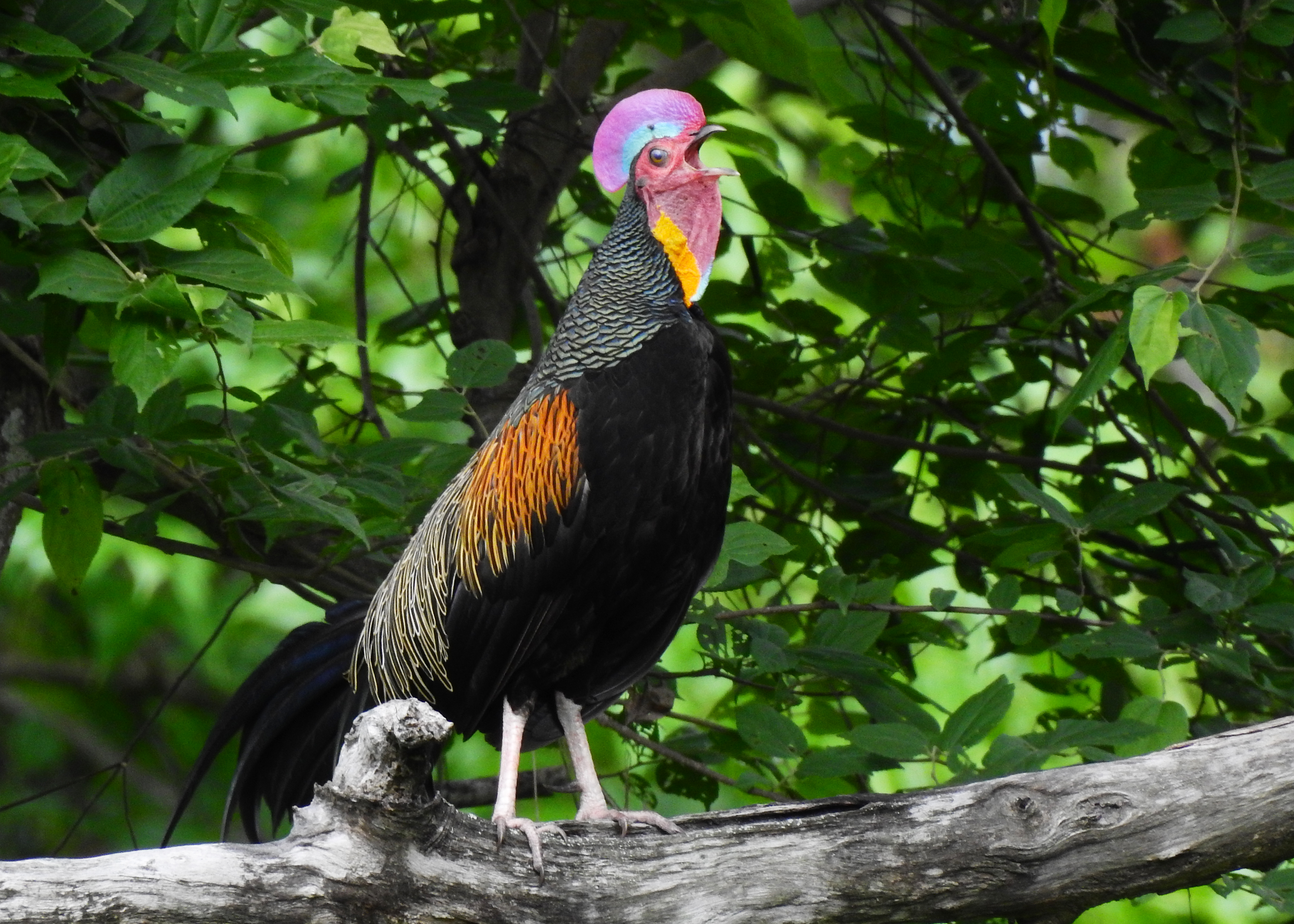
Kohout kura zeleného při ranním kokrhání

Stejně jako kur domácí, i kur zelený se vyznačuje silným pohlavním dimorfismem. Zatímco samci jsou velcí s velmi nápadným pestrobarevným opeřením a laloky na hlavě, samice jsou menší a povětšinou hnědé, nenápadné. Obě pohlaví mají narůžovělé nohy, i když u samce se v době hnízdění barví do ruda. Jak samec, tak samice mají žluté duhovky.
Většina opeření samce je černozelená s výrazným iridiscentním odleskem. Peří na hlavě, krku a šíji je černé s modrozeleným lemováním. Dominantu hlavy tvoří neozubený hřeben a pouze jeden krční lalok. Hřeben je u hlavy zelený, ve střední části přechází do fialova u okrajů je rudý. Krční lalok je u báze červený se světle žlutou skvrnou, u okrajů je modrý a fialový. Hřbet a kostřec jsou leskle modročerné s dlouhými závěsy se žlutým lemováním. Ocas je leskle modročerný. Spodina je bledě černá. Nohy mají ostruhy. Samec dosahuje délky 65–75 cm, křídlo je dlouhé 220–245 mm, ocas 320–330 mm, běhák 70–75 mm, váha se pohybuje kolem 670–1450 g.
Samice má hřeben i krční laloky silně zredukovány až se zdá, že úplně chybí. Většina opeření je bledě hnědá s občasným tmavším a žlutohnědým flekováním. Hrdlo je do běla. Samice měří kolem 42–46 cm, křídlo je dlouhé kolem 180–195 mm, ocas 115–126 mm, běhák 63–72 mm; váží kolem 485–1050 g. Nedospělí jedinci silně připomínají samice, přičemž mladí kohouti se oblékají do adultního šatu dospělců během první zimy.

## Biologie

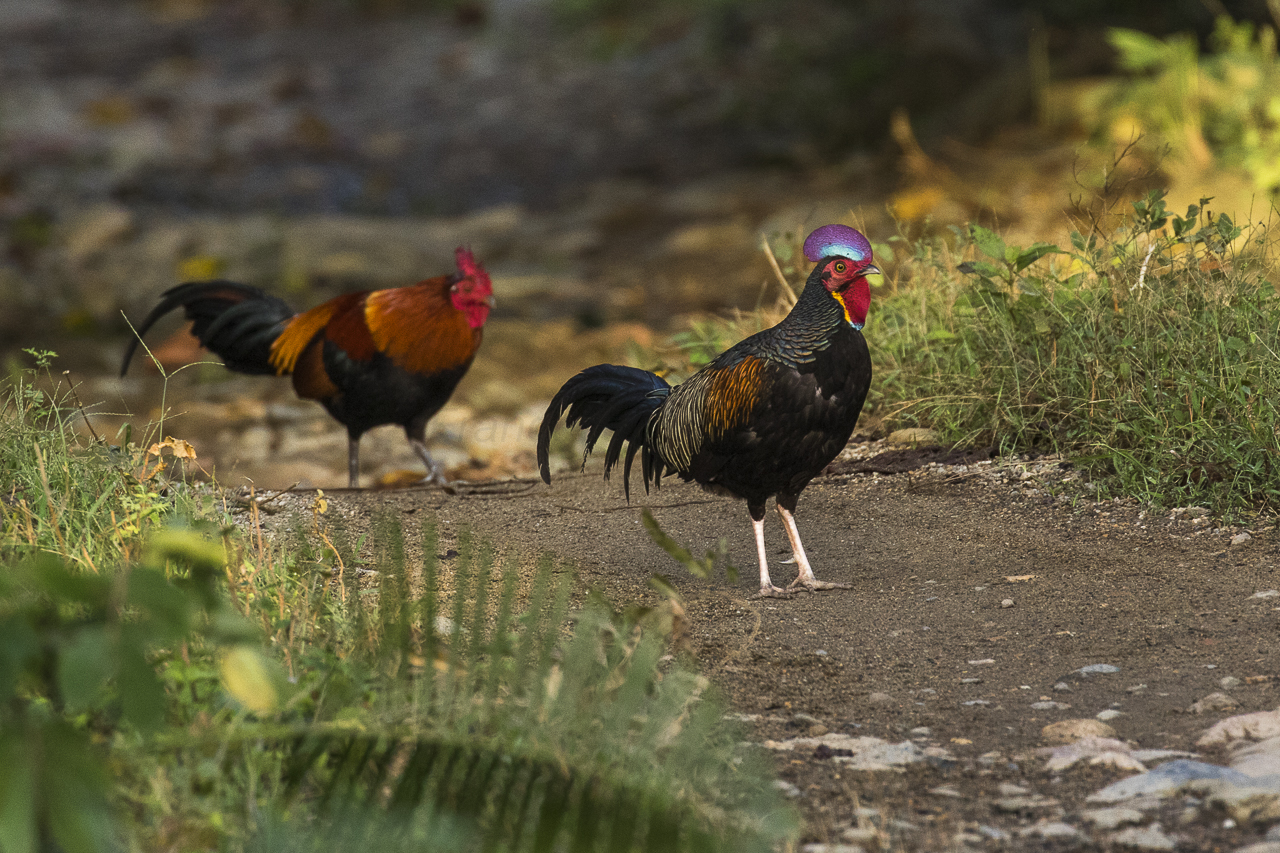
Kohout kura zeleného (vpravo) a kura bankivského

Vyskytuje se na otevřených stanovištích jako jsou savany, travnaté plochy, lesní okraje či nížinaté lesy. Nevyhýbá se ani plantážím nebo okrajům hustě obydlených sídel. Preferuje spíše nížiny, může se však vyskytovat i velkých nadmořských výškách do 3000 m n. m. Většinou se vyskytují samostatně nebo v malých skupinkách. Nejčastěji je lze spatřit časně zrána nebo večer, kdy se krmí hmyzem a semeny, většinu ostatního dne zůstávají skrytí ve vegetaci. V zajetí přijímají i ovoce, obilniny, čerstvé zelené listy, žížaly či bobule.
Samec kokrhá tří notovým trojslabičným ča-au-auk nebo čou-a-áár, dále pomalým uok-uok-uok. Samice vydává rázné kok-kok-kok.

### Hnízdění
Jedná se patrně o monogamní druh. Hnízdní období nastává zhruba mezi červnem až listopadem, kdy se v přírodě vyskytuje dostatek potravy. Hnízdo je jen mělký důlek přímo na zemi mezi hustou vegetací, občas i výše ve vhodné vegetaci jakou je střed kapradin. Snáška je patrně 3–4 žlutohnědá vejce. V zajetí samice klade i 40 vajec za rok. Inkubace v zajetí trvá 21 dní.

## Vztah k lidem
Jak už bylo řečeno, křížencům kohouta kura zeleného a kura domácího se v Indonésii říká bekisar. Odchov těchto kříženců má v Indonésii dlouhou tradici, která patrně začala na Kangeanských ostrovech. V minulosti bývali hybridní slípky většinou usmrceny a pouze samci byli ponecháni. Bekisarové byli ceněni pro svůj barvitý hlasitý hlas, který je pro každého jednotlivce unikátní. Tento rys byl používán některými indonéskými mořeplaveckými kulturami, kteří s sebou brali bekisary na lodě, kde je uchovávali v bambusových klecích a využívali jejich barvitý, velmi hlasitý hlasový projev nesoucí se i přes ty nejdrsnější podmínky na moři pro komunikaci s ostatními loděmi. Bekisarové jsou dodnes na Jávě v oblibě pro svůj líbezný hlas.
Kur zelený je chován v několika zoologických zahradách.